# Kapisa

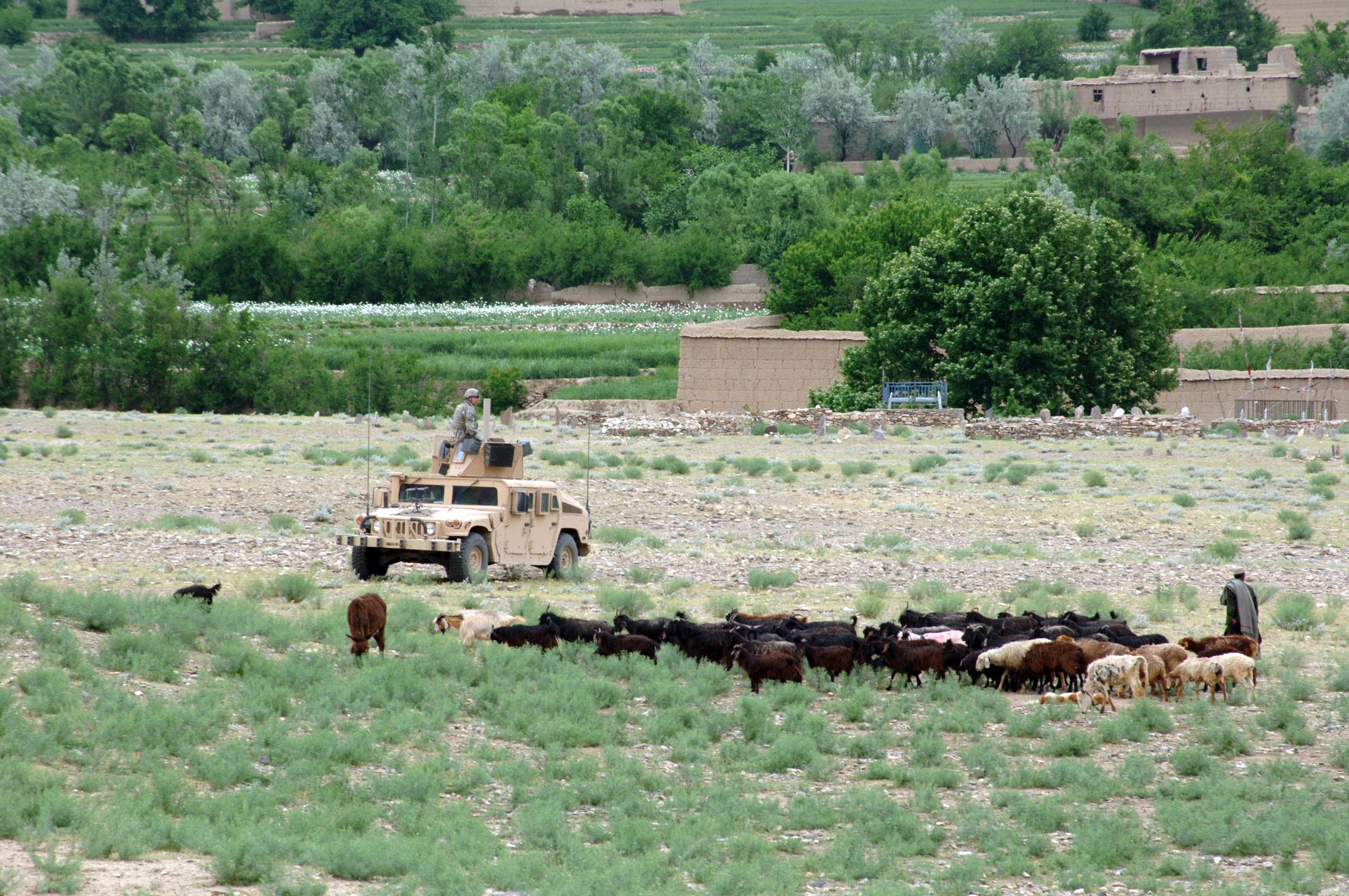
Im Distrikt Tagab

Kapisa Paschtu (کاپيسا) ist eine der 34 Provinzen Afghanistans, sie liegt nordöstlich der afghanischen Hauptstadt Kabul. 
Die Hauptstadt von Kapisa ist Mahmud-e Raqi. Die Fläche beträgt 1.908 Quadratkilometer und die Einwohnerzahl 505.510 (Stand: 2022). 2015 betrug die Einwohnerzahl 401.000.
Gouverneur der Provinz ist seit Mai 2011 Mehrabuddin Safi.

## Geschichte
Die Geschichte der Region geht zurück auf Alexander den Großen, der während seines Indienfeldzuges 330–326 v. Chr. im Gebiet des heutigen Afghanistans mehrere Garnisonsstädte gründete, darunter auch die in der Nähe vermutete Stadt Alexandria ad Caucasum, deren genaue Lage aber umstritten ist.
Benannt wurde die Provinz nach der historischen Stadt Kapisa, die heute allerdings sehr wahrscheinlich außerhalb der Provinz direkt an Provinzgrenze bei Begram liegt. Genauso unklar ist die genaue Lage und Ausdehnung der ebenfalls unter dem Namen Kapisa bekannten historischen Region.
Die Provinz wurde am 30. April 1964 aus Teilen der Provinz Parwan geschaffen, allerdings wurden zwischen 1978 und 2001 mehrmals ihre Grenzen verändert. Heute wird Kapisa von den Nachbarprovinzen Laghman im Osten, Pandschschir im Norden, Parwan im Westen und Kabul im Süden umgeben.

## Verwaltungsgliederung
Die Provinz Kapisa ist in folgende Distrikte gegliedert:
- Alasai
- Hesa Awal Kohistan
- Hesa Duwum Kohistan
- Koh Band
- Mahmud-e Raghi
- Nijrab
- Tagab

## Orte
- Gejawa